# Симон Шо
Симон Шо (енгл. Simon Shaw; 1. септембар 1973) бивши је енглески рагбиста. Са 203 цм и 122 кг био је један од најкрупнијих енглеских рагбиста свих времена. Рођен је у Кенији, а као дечак живео је и у Шпанији, све до преласка са фамилијом у Уједињено Краљевство. Студирао је у Мадриду и у Енглеској. Седам година играо је за Бристол, па је 1997. потписао за Воспсе за које је до 2011. одиграо 306 утакмица и постигао 128 поена. У августу 2000. ушао је у анале рагби историје, постао је први играч, који игра на позицији скакача у другој линији, а који је постигао дроп кик. Са Воспсима је 4 пута освојио наслов првака Енглеске (2003, 2004, 2005, 2008), 2 титуле првака Европе ( 2004, 2007) и 1 челинџ куп (2003). Новембра 2011. потписао је за Тулон, за који ће до јесени 2013. одиграти 41 меч. На крају сезоне 2012-2013 опростио се од рагбија. За репрезентацију Енглеске је дебитовао против Италије 1996. Био је део златне генерације "црвених ружа" која је освојила светско првенство 2003. Играо је у финалу светског првенства 2007. Био је и део енглеске експедиције на светском првенству 2011. Са Енглеском је освојао у 3 наврата куп шест нација (2000, 2001, 2011). Укупно је за репрезентацију Енглеске одиграо 71 меч и постигао 10 поена. Ишао је и на 3 турнеје са лавовима (1997, 2005, 2009).